# یواس‌اس یاهارا (ای‌اوجی-۳۷)
یواس‌اس یاهارا (ای‌اوجی-۳۷) (به انگلیسی: USS Yahara (AOG-37)) یک کشتی بود که طول آن ۲۲۰ فوت ۶ اینچ (۶۷٫۲۱ متر) بود. این کشتی در سال ۱۹۴۴ ساخته شد.